# Asociación Baloncesto Mérida
Formación Deportiva Mérida es el nombre del principal club de baloncesto de la ciudad de Mérida. Se le conoce como FD Mérida Mesón El Yate y actualmente el equipo compite en la Primera División Nacional de Extremadura, la primera categoría del baloncesto extremeño.

## Historia
La Formación Deportiva Mérida se fundó en 2013 con el fin de acoger a una gran cantidad de chicos y chicas que querían seguir practicando baloncesto tras la desaparición de otros clubes de la ciudad. 
En su primera temporada el equipo senior masculino militó en la 3ª División, en la que quedó brillantemente subcampeón perdiendo un solo partido en toda la competición y consiguiendo de esta forma el ascenso a 2ª División Nacional donde milita en la actual temporada y donde intentará ascender a la Liga EBA.
Desde entonces el equipo paseó el nombre de Mérida a nivel regional gracias al apoyo de las instituciones locales, de los patrocinadores y de otras muchas empresas colaboradoras y por supuesto de la afición emeritense que ha vuelto a resurgir tras muchos años de ostracismo. 
Igualmente en la corta historia del club se han conseguido logros importantes a nivel de cantera como un campeonato regional de cadetes masculinos, dos subcampeonatos de juveniles masculinos y un subcampeonato cadete femenino. 
Además en la temporada pasada el club firmó un convenio de colaboración con el Excmo. Ayuntamiento de Mérida mediante el cual gestiona todas las Escuelas Municipales de Baloncesto, donde practican el baloncesto 300 chicos y chicas desde los 5 hasta los 18 años además de los equipos de competición federados en categorías de base, que también funcionan como Escuelas Municipales, teniendo representación el club en todas las categorías tanto masculinas como femeninas. 
Anteriormente la Asociación Baloncesto Mérida en la 2007-2008 se inscribió en la recién creada Liga LEB Bronce, después de no poder ascender en la fase de ascenso desde la Liga EBA a la desaparecida LEB-2. Después de dos temporadas consecutivas en esta categoría descendió a la Liga EBA en la temporada 2008-2009.

## Datos del club
- Dirección social: Avd. Constitución s/n Pabellón Polideportivo Guadiana - 06800 Mérida
- Presupuesto: 15.000 Euros
- Socios: 500
- Patrocinador: Pirron Sport Mérida, Mesón El Yate, Maderas Morales, Magnaoil, Solextrem y Garoa Copas
- Fax: 924387589
- Equipación titular: Camiseta y pantalones negros.
- Equipación alternativa: Camiseta verde pantalón negro.

## Plantilla 2017-2018
- Bases:
  -  Daniel Holgado
  -  Sergio Blanco
- Escoltas:
  -  Juan Díaz
  -  Sergio Calamonte
- Aleros:
  -  Fernando González
- Ala-Pivots:
  -  David Blanco
  -  Marcel Sol
- Pivots:
  -  Julián Serrano
  -  Manuel Izquierdo
- Entrenador: "Palu"

## Recinto de juego
La cancha de la FD Mérida es el Complejo Polideportivo Guadiana. Este cuenta con un pabellón multiusos con capacidad para 1000 espectadores, pistas polideportivas y piscinas exteriores. Es propiedad del Excmo. Ayuntamiento de Mérida.
Está previsto construir en un medio plazo el Palacio de Deportes de Mérida, con capacidad para aprox. 5.000 espectadores, en la Ciudad Deportiva de Mérida. Esta sería la nueva cancha de la FD Mérida, aunque también sería de titularidad pública municipal.